# (5966) Tomeko
(5966) Tomeko es un asteroide perteneciente al cinturón de asteroides, región del sistema solar que se encuentra entre las órbitas de Marte y Júpiter, descubierto el 15 de noviembre de 1990 por Tsutomu Seki desde el Observatorio de Geisei, Geisei, Japón.

## Designación y nombre
Designado provisionalmente como 1990 VS6. Fue nombrado Tomeko en homenaje a Tomeko Goto, quien apoyó a su esposo, Seizo Goto, presidente del laboratorio óptico Goto.

## Características orbitales
Tomeko está situado a una distancia media del Sol de 3,013 ua, pudiendo alejarse hasta 3,285 ua y acercarse hasta 2,741 ua. Su excentricidad es 0,090 y la inclinación orbital 3,614 grados. Emplea 1910,77 días en completar una órbita alrededor del Sol.

## Características físicas
La magnitud absoluta de Tomeko es 12,6. Tiene 7,385 km de diámetro y su albedo se estima en 0,324. 